# 啤酒厂
啤酒厂（英語：Brewery）是专门进行啤酒生产的工厂，是酿造工业的重要组成部分。最早的啤酒廠可以追溯到古埃及那尔迈統治時期。早期的啤酒基本由家庭作坊生产，而工业革命后，蒸汽机和冰箱大大革新了啤酒的酿造技术，而路易·巴斯德对微生物的发现更使啤酒的发酵过程得以控制，也催生了统一、大规模生产啤酒的啤酒厂。现代化的啤酒酿造机器几乎全部都由不锈钢制成，加热的过程一般由加压蒸汽实现，人们已可以定量控制啤酒的产量。

## 清洁生产
啤酒生产用水量很大，平均每吨酒耗水量为17～30m³；啤酒厂的废水主要来自冲洗水、洗涤水，减少啤酒生产的废水排放可从三方面入手：
- 逆流用水浸渍：浸渍工艺用水量约占总用水量的20%；工艺上集中排放浸麦废水有4次，废水污染物的浓度一次比一次低，因此可用逆流浸渍法，增加1个畜水池，贮存浸段3、4排出的废水，过滤去除浮麦，作为下一批浸段1、2的浸麦洗麦用水；
- 洗瓶机终洗水利用：洗瓶机终洗水基本没有受污染，经回收后不需处理，可直接用于洗瓶机初洗、冲洗地面；终洗水的再利用，可使耗水量减少2m³；
- 废碱性洗液的处理：废碱性洗液中含大量游离的NaOH、洗涤剂、纸浆、染料和无机杂质，这些将危害生物处理装量中的微生物群，因此废碱性洗液使用一段时间更换后，应单独处置。